# Rossana Maiorca
 (avril 2019).
Si vous disposez d'ouvrages ou d'articles de référence ou si vous connaissez des sites web de qualité traitant du thème abordé ici, merci de compléter l'article en donnant les références utiles à sa vérifiabilité et en les liant à la section « Notes et références ».
Rossana Maiorca (née en 23 février 1960 à Catane et morte le 6 janvier 2005 à Mestre, une frazione de la commune de Venise) est une apnéiste italienne.

## Biographie
Rossana Maiorca fut plusieurs fois recordwoman du monde d'immersion en apnée.
Elle réalise en 1989 le premier record du monde en monopalme à Syracuse.
Elle est la fille du célèbre apnéiste co-régional Enzo Maiorca et la sœur d'une autre fameuse apnéiste, Patrizia Maiorca. Elle meurt en 2005 des suites d'un cancer à l'âge de 45 ans.

## Liste de ses records (non exhaustive)
1. 1979 : plongée à -40 m en poids constant à Syracuse
2. 1980 : plongée à -45 m en poids constant à Syracuse
3. 1986 : plongée à -69 m en poids variable à Syracuse
4. 1988 : plongée à -80 m en poids variable à Syracuse
5. 1990 : plongée à -58 m en poids constant
6. 1990 : plongée à -55 m en poids constant à Syracuse
7. 1996 : 125 m parcourus en apnée dynamique en Italie